# Lambert Hillyer
Lambert Hillyer (Tyner, 8 juli 1893 – Woodland Hills, 5 juli 1969) was een Amerikaanse filmregisseur en scenarioschrijver.

## Biografie
Lambert Harwood Hillyer werd geboren op 8 juli 1893 in Tyner (Indiana). Zijn moeder was actrice Lydia Knott. Hij studeerde af aan Drake College en werkte als krantenverslaggever en acteur in vaudeville- en theatervoorstellingen. Tijdens de Eerste Wereldoorlog ging hij aan de slag in de filmindustrie en werd hij een productieve regisseur en scenarioschrijver. Hij werkte mee aan veel westerns uit het stomme filmtijdperk van onder andere William S. Hart, Buck Jones en Tom Mix.
Hillyer, die vaak wordt geassocieerd met producer Thomas H. Ince, breidde zijn activiteiten in de jaren twintig uit naar romantische melodrama's en misdaadfilms. In 1936 regisseerde hij twee thrillers voor Universal, de sciencefictionfilm The Invisible Ray en de culthorrorfilm Dracula's Daughter. Hij regisseerde de eerste verfilming van Batman, een 15-delige serial film geproduceerd in 1943 die in 1965 opnieuw werd uitgebracht als bioscoopfilm.
In de jaren dertig en begin jaren veertig regisseerde hij veel B-films voor Columbia Pictures, zijn specialiteit waren westerns. Hillyer beëindigde zijn carrière met het regisseren van lowbudgetdrama's en westerns voor Monogram Pictures. In de begindagen van de televisie regisseerde Hillyer ook afleveringen van The Cisco Kid.
Hillyer trouwde in maart 1921 met Lucille Stein. Hij stierf op 5 juli 1969 in Woodland Hills (Los Angeles) op 75-jarige leeftijd.